# Raymond Théodore Troplong
Raymond-Théodore Troplong (* 8 de octubre de 1795-1 de marzo de 1869) fue un jurista y hombre político francés del siglo XIX.

## Carrera
Raymond-Théodore Troplong obtuvo su título de abogado en 1819. En 1835 fue nombrado consejero de la Corte de Casacion francesa. En 1840 pasó a formar parte del Instituto de Francia, en su Academia de Ciencias Morales y Políticas, sección legislación. En 1852 accedió al cargo de presidente de la Corte de Casacion.
Co-redactor del texto inicial de la Constitución de 1852, fue nombrado Senador el 23 de enero de 1852. Fue el informante del senado-consulto que estableció el Segundo Imperio, y dio muestra de sus sutilezas teóricas para legitimar el Golpe de Estado de Napoleón III :« La Republica está virtualmente en el Imperio a causa del carácter contractual de la institución y de la comunicación y delegación expresa del poder por el pueblo; pero el Imperio vence sobre la Republica por que él es también la Monarquía, o sea, el gobierno de todos confiado a la acción moderadora de uno solo, teniendo a la herencia como condición y la estabilidad por consecuencia »[cita requerida]
En 1858, fue nombrado miembro del Consejo Privado del Emperador, y accedió a la presidencia del Senado.
Troplong, quien fue uno de los principales juristas de su época – calificado "el Portalis del Segundo Imperio" – fue autor de numerosas obras de derecho, en las cuales defendía una concepción del derecho que daba un importante lugar al estudio de la filosofía y de la historia. Conocía y discutía la obra de Savigny, fundador de la Escuela Histórica del Derecho alemana.
Escritor de fina pluma, fue por el contrario un pésimo orador, lo que le valió el sarcasmo de Prosper Mérimée quien dijo una vez: « Notre président, si justement nommé Troplong ...» (Trop = Demasiado; Long = Largo)[cita requerida]
- Datos: Q3420619
- Multimedia: Raymond-Théodore Troplong / Q3420619